# El Mojón (San Pedro del Pinatar)

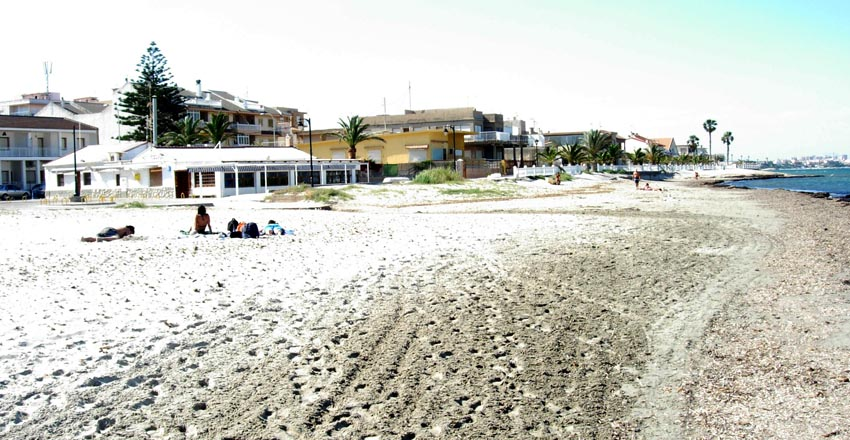
Vista de la playa en mayo de 2007.

El Mojón es una pedanía del municipio de San Pedro del Pinatar en la comunidad autónoma de Murcia en España. Se trata de una de las cuatro pedanías costeras del municipio. Limita al norte con la pedanía homónima perteneciente al municipio de Pilar de la Horadada de la provincia de Alicante en la Comunidad Valenciana, España. Formando un único núcleo urbano indiferenciado. Al sur linda con el parque natural de las Salinas y Arenales de San Pedro del Pinatar.

## Fiestas
Sus fiestas patronales se celebran en honor de San Roque. Todos los años entre el 13 y el 16 de agosto se desarrollan diversas actividades durante estas fiestas, destacando los campeonatos deportivos, verbenas, juegos infantiles y culminando con una procesión por las calles de la localidad.

## Problema fronterizo
La ubicación de esta localidad en la misma frontera hace que esté dividida entre dos municipios: Pilar de la Horadada, de quién es la mayor parte, y San Pedro del Pinatar en la provincia de Murcia, a la cual pertenece el resto. Esta situación paradójica ha llevado al alcalde del municipio murciano a tomar medidas como intentar desplazar esta frontera de manera unilateral y sin previo aviso a los afectados.
Dicha actitud fue llevada a sede judicial, dictaminando a favor del statu quo actual. El argumento del alcalde de San Pedro del Pinatar era que los límites del tratado de Torrellas (1315) se marcaron incorrectamente con los mojones, solicitando un desplazamiento de los mismos de unos veinte metros, pero no en la costa, sino tierra adentro. Era muy poco probable que este desplazamiento prosperara ya que supondría una pérdida territorial para la Comunidad Valenciana, así como un precedente en la modificación de las fronteras de las comunidades autónomas establecidas en la Constitución de 1978.